# تی. دبلیو. لیک
تی.دبلیو. لیک (به انگلیسی: T.W. Lake) یک کشتی بود که طول آن ۹۶٫۵ فوت (۲۹٫۴۱ متر) بود. این کشتی در سال ۱۸۹۶ ساخته شد.